# Dislipidemia
A dislipidemia (geralmente por hiperlipidemia ou hiperlipoproteinemia) é um distúrbio nos níveis de lipídios e/ou lipoproteínas no sangue. Os lipídios (moléculas gordurosas) são transportados numa cápsula de proteína, e a densidade dos lipídios e o tipo de proteína determinam o destino da partícula e sua influência no metabolismo.
As anormalidades nos lipídios e lipoproteínas são extremamente comuns na população geral, e são consideradas um factor de risco altamente modificável para doenças cardiovasculares, devido à influência do colesterol, uma das substâncias lipídicas clinicamente mais relevantes, na aterosclerose. Algumas formas de dislipidemia podem também predispor à pancreatite aguda, podendo ate mesmo ser um fator agravante nos casos de embolia pulmonar.

## Classificação
Pode ser dividida em três subtipos:
- Hipercolesterolemia isolada;
- Hipertrigliceridemia isolada;
- Dislipidemia mista (ambos níveis elevados).

## Causas
As causas primárias são mutações genéticas únicas ou múltiplas, que resultam em uma superprodução ou depuração defeituosa dos triglicerídeos ou de colesterol LDL ou distúrbios no metabolismo de HDL. Estima-se que vulnerabilidade genéticas a obesidade atingem pelo menos 5%. Fatores epigenéticos, como mãe obesa durante a gravidez, também influencia a tendência a obesidade dos filhos. Obesidade na família próxima são um fator de risco, mas é difícil dizer quanto é por genética e quanto é por aprendizagem e influências ambientais comuns.
Os problemas genéticos mais comuns incluem:
- Deficiência de Apolipoproteína A, B, C ou E;
- Distúrbios de lipoproteínas alfa ou beta;
- Defeito no gene ABCA1 ou no gene LCAT;
- Distúrbios hormonais hereditários (como diabetes tipo I).

Dentre as causas secundárias que contribuem para a doença estão: 
- Ingestão excessiva de gordura saturada, colesterol e gordura trans;
- Sedentarismo;
- Resistência a insulina;
- Diabetes mellitus;
- Uso excessivo de álcool;
- Doença renal crônica;
- Síndrome nefrótica;
- Hipotireoidismo;
- Cirrose biliar primária e outras doenças biliares;
- Infecção avançada de HIV;
- Transtornos do hipotálamo ventromedial ou lateral;
- Efeito colateral de:
  - Tiazidas;
  - β-bloqueadores;
  - Retinoides;
- Alguns antirretrovirais;
  - Ciclosporina;
  - Tacrolimos;
  - Estrogênio e progesterona;
  - Glicocorticoides.

### Fatores de risco
Os principais fatores de risco incluem maior idade, sexo feminino, colesterol HDL baixo, pressão arterial elevada, tabagismo, doenças endócrinas, história familiar de doenças cardiovasculares, obesidade, resistência a insulina, distresse e vida sedentária. Dislipidemia é um dos principais fatores de risco para doenças cardiovasculares.

## Diagnóstico
Primeiro se faz análise de medidas corporais e massa corporal por altura (IMC), depois para confirmar o diagnóstico são medidos laboratorialmente os níveis plasmáticos de Colesterol total, LDL, HDL e Triglicerídeos. LDL maior que 70 mg/dl e/ou 
triglicéridos maior 150 mg/dL.
- Lipoproteína de alta densidade (HDL): Vulgarmente conhecido como "colesterol bom" por não entupir artérias e por proteger contra problemas cardíacos.
- Lipoproteína de baixa densidade (LDL): Vulgarmente chamado de "colesterol ruim", porque bloqueia artérias causando infarto do miocárdio e acidente vascular cerebral (AVC). É de origem animal (carnes, ovos e laticínios). Também associado a celulites, adiposidade localizada.
- Lipoproteína de muito baixa densidade (VLDL): Sua concentração elevada, está associada com aumentos na concentração de triglicéridos e aumento da massa gorda. Se transforma em LDL. Também de origem animal.

## Epidemiologia
Cerca de 40% da população adulta brasileira em 2002 tinham colesterol elevado, dentre as cidades estudas a com mais casos foi Santos (cerca de 57%) e a com menos foi Brasília (cerca de 30%). E cerca de 40% também tinham histórico de doenças do coração na família. Em outro estudo brasileiro, feito em 2005 em Salvador, a prevalência de níveis muito altos de triglicerídeos em adultos (240mmol/L ou mais) foi de 27% dos homens e 30% das mulheres. Colesterol elevado foi encontrado em cerca de 30% da população (na pesquisa anterior foi de 37%).  Nos EUA e México a prevalência de dislipidemia atinge cerca de 60% dos adultos.

## Tratamento

### Farmacológicos
A modificação na dieta é a abordagem inicial, contudo muitos pacientes necessitam de tratamento com estatinas (inibidores da HMG-CoA redutase) para reduzir o riscos cardiovascular. Se o nível de triglicerídios estiver muito elevado, os fibratos podem ser preferíveis, devido a seus efeitos benéficos nesse tipo de distúrbio. A combinação de estatinas com fibratos é altamente potente e efectiva, mas causa um risco bastante aumentado de dores musculares e rabdomiólise, sendo portanto prescrita em casos selecionados e sob supervisão rigorosa. Outros agentes comumente usados em conjunto com as estatinas são a ezetimiba, o ácido nicotínico e os sequestradores de sais biliares. Há algumas evidências a respeito do benefício de produtos naturais contendo esteróis e ácidos graxos ômega-3.

### Não Farmacológicas
As alterações na dieta incluem a diminuição da ingestão de gorduras saturadas e de colesterol, aumentando a ingestão de lípidos mono-insaturados, de fibras e de carboidratos complexos. A consulta de um nutricionista costuma revelar-se útil, nao só para jovens, como também para pessoas idosas.
Deve-se evitar comidas de origem animal (como bife, ovos, bacon, leites) ou que contem leite e ovos como massas, salgados, bolos e doces. A preferência deve ser a frutas, legumes e grãos. O peixe também possui colesterol, mas a presença de gorduras polinsaturadas como os Omega 3 fazem com que seja menos prejudicial já que também aumentam o HDL.
O exercício físico causa a redução directa dos valores de LDL em alguns indivíduos, além disso é essencial para controlar o peso corporal e o índice de massa corporal. Como exemplos de exercícios recomendados temos a natação, corrida, longas caminhadas e bicicleta no mínimo três vezes por semana e por mais de meia hora.